# Experiment in Terror
Albums de La Muerte
Death Race 2000
(1989) Kustom Kar Kompetition
(1991)
Experiment in Terror, sorti en 1990, est le troisième album du groupe belge La Muerte.
Tous les titres sont des reprises retravaillées "façon La Muerte".

## Musiciens
- Marc du Marais : voix
- Dee-J : guitare
- Paul "Dunlop" Delnoy : basse
- Michel De Greef : batterie

## Titres
1. Experiment in Terror - 3 min 00 s
2. Crazy Horses - 2 min 45 s
3. San Quentin - 4 min 22 s
4. On the Road Again - 4 min 25 s
5. Marie-Jeanne - 4 min 12 s
6. Blues for Findlay - 5 min 56 s
7. Kung Fu Fighting - 2 min 46 s
8. Oh Yeah ! - 3 min 35 s
9. Morning Dew - 4 min 15 s
10. Summertime Blues - 4 min 11 s

## Informations sur le contenu de l'album
- James de Baecker joue de l'harmonica sur San Quentin et de la guitare sur Summertime Blues.
- Les reprises :

1. Experiment in Terror : musique d'Henry Mancini écrite pour le film Experiment in Terror de Blake Edwards (1962).
2. Crazy Horses : titre des Osmonds tiré de l'album Crazy Horses (1972).
3. San Quentin : titre de Johnny Cash tiré de l'album At San Quentin (1969).
4. On the Road Again : composition de Floyd Jones (1953) popularisée par Canned Heat (single sorti en 1968).
5. Marie-Jeanne : composition de Bobbie Gentry intitulée Ode to Billie Joe (1967) reprise en français la même année par Joe Dassin en single et sur son album Les Deux Mondes de Joe Dassin.
6. Blues for Findlay : titre de Gong tiré de l'album Continental Circus (1971).
7. Kung Fu Fighting : single de Carl Douglas (1974).
8. Oh Yeah ! : titre de Bo Diddley tiré de l'album Go Bo Diddley (1959).
9. Morning Dew : composition de Bonnie Dobson (1962) popularisée par Tim Rose (single sorti en 1967), également reprise par Einstürzende Neubauten.
10. Summertime Blues : single d'Eddie Cochran (1958).